# Gorza
Gorza (en basc, cooficialment en castellà Güesa) és un municipi de Navarra, a la comarca de Roncal-Salazar, dins la merindad de Sangüesa. Està format per dos pobles:
| Entitat de Població | Pob. (2006) |
| ------------------- | ----------- |
| Güesa/Gorza         | 35          |
| Igal/Igari          | 26          |

## Demografia
| Evolució demogràfica                             | Evolució demogràfica | Evolució demogràfica | Evolució demogràfica | Evolució demogràfica | Evolució demogràfica | Evolució demogràfica | Evolució demogràfica | Evolució demogràfica | Evolució demogràfica | Evolució demogràfica |
| 1996                                             | 1998                 | 1999                 | 2000                 | 2001                 | 2002                 | 2003                 | 2004                 | 2005                 | 2006                 | 2007                 |
| ------------------------------------------------ | -------------------- | -------------------- | -------------------- | -------------------- | -------------------- | -------------------- | -------------------- | -------------------- | -------------------- | -------------------- |
| 79                                               | 78                   | 78                   | 74                   | 75                   | 72                   | 68                   | 66                   | 65                   | 64                   | 62                   |
| Fonts: Gorza i Institut d'Estadística de Navarra |                      |                      |                      |                      |                      |                      |                      |                      |                      |                      |